# リチャード・ストーン
ジョン・リチャード・ニコラス・ストーン（John Richard Nicholas Stone、1913年8月30日 - 1991年12月6日）は、イギリスの経済学者。1984年に国民経済計算体系の開発とそれに基づく経験主義的経済分析の基礎の改良が称えられ、ノーベル経済学賞を受賞した。

## 生涯
- ストーンは1913年にイギリスのロンドンに生まれる。
- ケンブリッジ大学で初め法律学を学ぶが、後に経済学に転向した。ケンブリッジ大学ではリチャード・カーンやジョン・ケインズらの指導を受け、1935年に経済学の学位を取得した。

- ケンブリッジ大学卒業後の1936年から1940年までは、証券仲買会社で働く傍ら月刊統計誌で執筆活動を行った。
- 1940年からは第二次世界大戦の戦時内閣官房として戦時国民経済統計の作成に従事し、その成果はケインズの助力により同年に白書として出版された。
- 終戦後の1945年、ストーンはケンブリッジ大学に戻り、新設された応用経済学科の学科長となった。
- 1955年には教授となり、1980年まで専ら財政学、会計学を教えた。

- またストーンは、イギリスの国民経済計算を整備し、各国の統計の調整を図ったほか、国際連合の統計委員会の中心メンバーとして、1968年に発表された国民経済計算体系（いわゆる新SNA）の開発にも携わった。

- 1978年にストーンはナイトに叙され、1980年にはケンブリッジ大学の名誉教授となった。

## 業績

### 新SNAの開発
- 国民経済計算体系は、国民経済を、モノおよびカネ、フローおよびストックという側面から把握し、産業連関表、国民所得勘定、資金循環勘定、国際収支表、国民貸借対照表という5つの経済指標を統合、接続することにより、国民経済を体系的に記録するシステムである（詳細は国民経済計算を参照して欲しい）。

- この業績が称えられ、1984年にストーンはノーベル経済学賞を受賞した。

- さらにストーンは、産業連関表における副産物処理の基本的ルール（ストーン方式）の考案者としても高い評価を受けている。